# Rhyacophila pichaca
Rhyacophila pichaca är en nattsländeart som beskrevs av Donald G. Denning 1956. Rhyacophila pichaca ingår i släktet Rhyacophila och familjen rovnattsländor. Inga underarter finns listade i Catalogue of Life.